# Hajmáskér
Hajmáskér är en ort i Ungern.   Den ligger i provinsen Veszprém, i den västra delen av landet, 90 km sydväst om huvudstaden Budapest. Hajmáskér ligger 167 meter över havet och antalet invånare är 2 793.
Terrängen runt Hajmáskér är varierad. Runt Hajmáskér är det ganska tätbefolkat, med 160 invånare per kvadratkilometer. Närmaste större samhälle är Veszprém, 10,0 km sydväst om Hajmáskér. Omgivningarna runt Hajmáskér är en mosaik av jordbruksmark och naturlig växtlighet.